# エーリッヒ・オレンハウアー

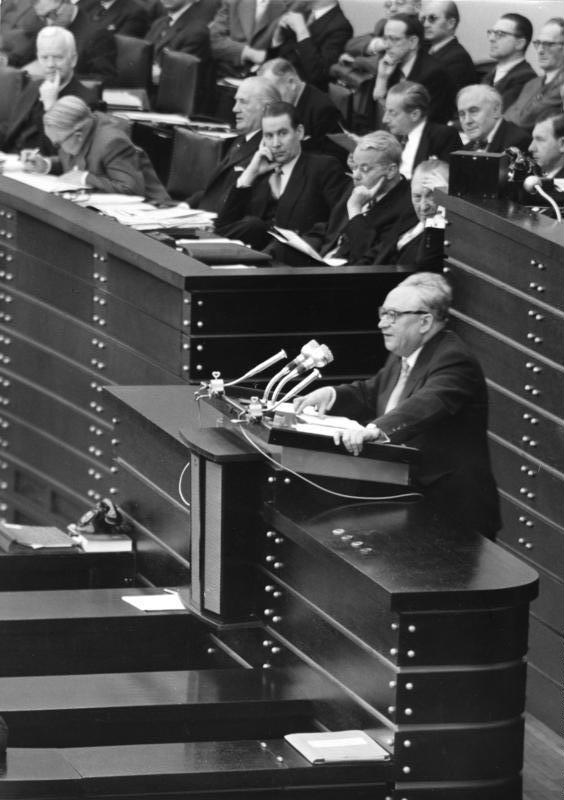
連邦議会で演説するオレンハウアー
議長席の横にアデナウアー首相、その左隣エアハルト経済相

エーリッヒ・オレンハウアー（Erich Ollenhauer, 1901年3月27日‐1963年12月14日）は、ドイツ（西ドイツ）の政治家。1952年から1963年までドイツ社会民主党（SPD）の党首を務めた。また党首在任中、世界各国の社会民主主義政党による国際組織である社会主義インターナショナルの議長（1957年～1963年）を務めていた。

## 経歴

### 青年期
マクデブルクに四人兄弟の長男として生まれる。父ヴィルヘルムは石工で、1901年にドイツ社会民主党（SPD）に入党していた。1915年に国民学校を卒業した後教師を目指したが、経済的理由により印刷所の徒弟となった。二度転職したのちマクデブルクで社会民主党系の日刊紙「人民の声」に職を得る。
1918年にSPD入党。1920年に社会民主党系青年団のドイツ勤労青年連盟（VAJV）で第二書記に就任、隔週紙「勤労青年」の編集員となる。1921年には国際社会主義青年同盟書記となる。1922年、社会民主党と独立社会民主党（USPD）の合同に伴い、VAJVはUSPD系の社会主義プロレタリア青年団（SPJ）と合同して社会主義労働青年団（SAJ）となり、オレンハウアーはその書記となり、1928年には書記長に就任する。

### 亡命
ナチ党が政権を獲得した直後の1933年4月、オレンハウアーはSPD党代表部の一員に選出された。ナチ党による弾圧を目前にして、SPDは代表部のメンバーを外国に亡命させ国外で活動を続けることを決めた。オレンハウアーは当時の党首オットー・ヴェルスやハンス・フォーゲルらと共にプラハに亡命し、そこで亡命SPDを設立した。1935年にはナチスによりオレンハウアーらの国籍が剥奪されたため、チェコスロバキア政府から人道援助査証を発行された。ところが1938年にナチス・ドイツがチェコスロバキア侵攻目前という情勢になったため、オレンハウアーらはパリに移った。
第二次世界大戦が始まると、1940年にドイツ軍は今度はフランスに侵入した。その直前オレンハウアーらは敵性外国人としてフランス当局に捕えられたが、レオン・ブルム元首相の尽力で釈放された。フランスがドイツに降伏すると、ドイツ軍占領下に無かったヴィシー政権の領域に脱出し、アメリカ政府の査証を受けてリスボンに逃亡した。翌年ロンドンへの脱出に成功し、イギリス労働党の支援を受けてSPD再建に備えて組織維持に努めた。1945年の終戦後、オレンハウアーはイギリス政府の許可を得て、ハノーファーで開催されたSPD再建党大会にイギリスから出席した。

### SPD党首
オレンハウアーは1946年にドイツ（西側連合国軍占領地域＝のちの西ドイツ）に帰国。クルト・シューマッハーの下で党再建事務局の書記となった。同年の党大会でシューマッハーの代理に選出される。強制収容所で健康を害して長期にわたり病気療養に専念することの多かったシューマッハーに代わって、党務をよくこなした。外国の社会主義政党や戦勝国当局との接触も彼が担当した。1949年の第一回ドイツ連邦議会選挙に立候補し当選。党の議員団副団長に選出される。1951年に欧州石炭鉄鋼共同体の議員を兼任（‐1953年）。
1952年のシューマッハーの死後、「完璧なナンバー2」とみなされていたオレンハウアーが、党首および議会議員団長に選出された。翌年の連邦議会選挙では首相候補としてSPDを率いて現職のコンラート・アデナウアー首相（ドイツキリスト教民主同盟＝CDU）に挑んだが、得票率28％で惨敗した。アデナウアー政権の戦災年金や年金改革、欧州石炭鉄鋼共同体への参加などといった政策には賛成したものの、西側諸国との同盟に反対しドイツ再統一を目指すというシューマッハー以来の外交政策を堅持した。とりわけルートヴィヒ・エアハルト経済相の経済政策に反対していた。

### ゴーデスベルク綱領

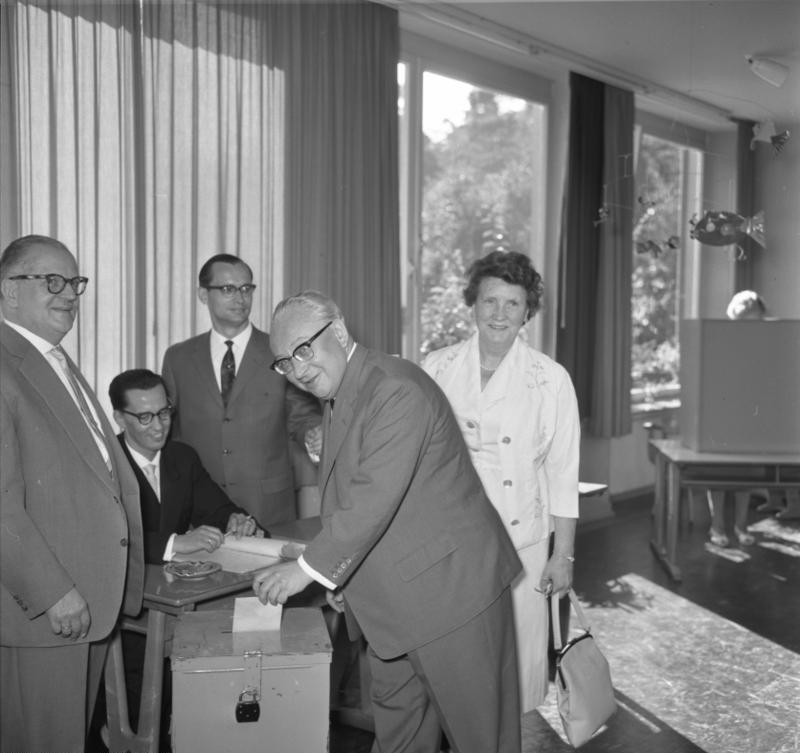
投票するオレンハウアー（1961年総選挙）

1957年の連邦議会選挙にもSPDの首相候補として臨み、得票率はやや上がったものの、好景気を背景としたCDUはそれを上回る得票を得て絶対安定多数を獲得した。この結果を受けオレンハウアーは次の選挙に首相候補とならないことを決めた。またSPDを純粋な労働者のための政党から国民政党へ脱皮させるという政策転換を図る。前年の党首選挙で彼に挑んで敗れた西ベルリン市長のヴィリー・ブラントを支持し、彼やフリッツ・エルラーやヘルベルト・ヴェーナーといった現実派と新政策を協議し、1959年にゴーデスベルク綱領として発表された。それは西側諸国との同盟や再軍備というアデナウアーの政策に賛成し、かつ計画経済を拒絶するという現実主義に即した画期的なものだった。
1960年11月、党執行部はオレンハウアーの支持を得て、次期連邦議会選挙ではブラントを首相候補として立てることを決定した。翌年の連邦議会選挙でブラントは党勢を拡大したものの勝つことは出来なかったが、5年後にはCDUとの大連立政権を、そして8年後には初のSPD首班政権を樹立することになる。1963年9月の党大会でオレンハウアーは党首に再選されたが、3ヶ月後に肺炎のため急死した。死の5日後に連邦議会で国葬が行われ、党と労働組合にこそ労働者の生活向上があると終世信じ、党内のみならず政敵からもそのユーモアと公正さで敬愛された「党の兵士」が追悼された。